# 5275 Zdislava
Az 5275 Zdislava (ideiglenes jelöléssel 1986 UU) egy marsközeli kisbolygó. Zdenka Vávrová fedezte fel 1986. október 28-án.